# Rote Insel

Rote Insel markerat i rött på kartan.

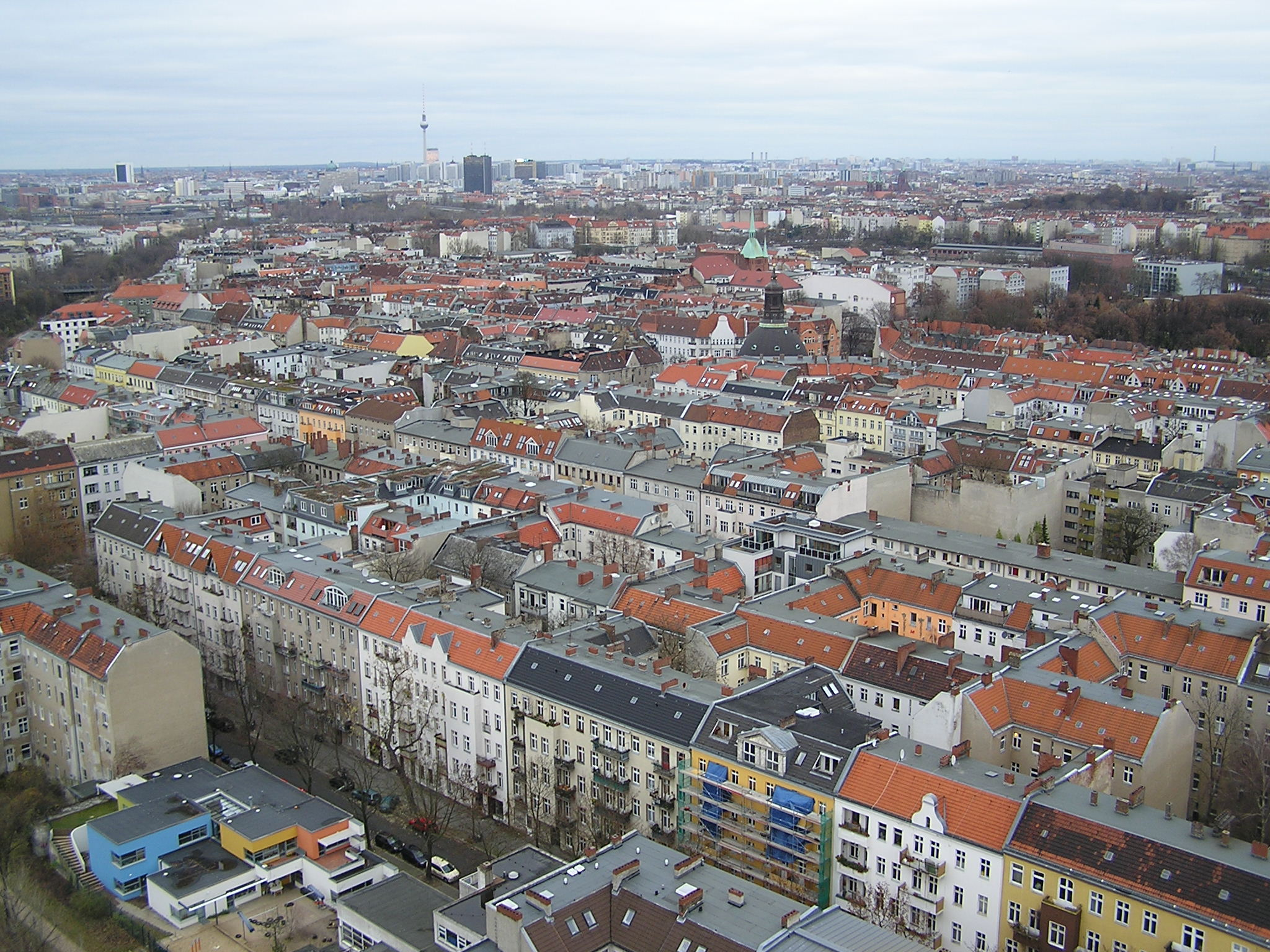
Flygbild över Rote Insel

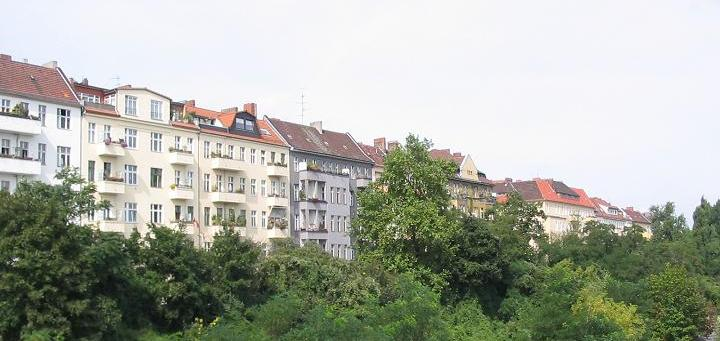
Hyreshus vid Kesseldorfstrasse

Rote Insel (svenska: "Röda ön") är ett område i Berlinstadsdelen Schöneberg, beläget i östra delen av stadsdelen på gränsen mot Tempelhof och Kreuzberg. I söder avgränsas området av Berlins ringbana.
Området är inte i egentlig mening en ö, men namnet kommer av att det har ett isolerat läge, omgärdat av järnvägsspår med endast ett fåtal gator som leder ut ur området. Historiskt har området dominerats av arbetarbostäder och sedan slutet av 1800-talet varit ett känt fäste för socialistiska politiska rörelser, associerade med färgen röd.
Järnvägsstationen Bahnhof Berlin Südkreuz ligger i sydöstra änden av området.

## Kända invånare
- August Bebel, socialistisk politiker och en av grundarna till SPD
- Marlene Dietrich, sångerska och filmstjärna, född på Leberstrasse 65
- Hildegard Knef, skådespelerska, sångerska och författare
- Julius Leber, motståndskämpe under Nazityskland
- Friedrich Naumann, liberal politiker
- Willi Stoph, östtysk politiker (SED)